# A.J. Ramos
Alejandro Hinjos Ramos (ur. 20 września 1986) – amerykański baseballista występujący na pozycji miotacza (relief pitchera).

## Przebieg kariery
Po ukończeniu studiów na Texas Tech University, gdzie w latach 2006–2009 reprezentował barwy drużyny Texas Tech Red Raiders, w czerwcu 2009 został wybrany w 21. rundzie draftu przez Florida Marlins. Zawodową karierę rozpoczął w Jamestown Janners (poziom Class A-Short Season), następnie w 2010 grał w Greensboro Grasshoppers (Class A). W 2011 grał w Jupiter Hammerheads i reprezentował klub w Meczu Gwiazd poziomu Class A-Advanced.
Sezon 2012 rozpoczął od występów w Jacksonville Suns i po rozegraniu 55 meczów, w których zaliczył 21 save'ów, 4 września 2012 został powołany do składu Miami Marlins i tego samego dnia zadebiutował w Major League Baseball w meczu przeciwko Milwaukee Brewers, w którym rozegrał jedną zmianę, notując trzy strikeouty. 3 maja 2015 w spotkaniu z Los Angeles Dodgers zaliczył pierwszy save w MLB. W lipcu 2016 został po raz pierwszy powołany do NL All-Star Team.
W lipcu 2017 w ramach wymiany zawodników przeszedł do New York Mets.

## Nagrody i wyróżnienia
| Nagroda/wyróżnienie | Lata | Źródło |
| All-Star            | 2016 | [ 5 ]  |